# Sphagniana
Sphagniana is een geslacht van rechtvleugeligen uit de familie sabelsprinkhanen (Tettigoniidae). De wetenschappelijke naam van dit geslacht is voor het eerst geldig gepubliceerd in 1941 door Zeuner.

## Soorten
Het geslacht Sphagniana omvat de volgende soorten:
- Sphagniana monticola Kim & Kim, 2001
- Sphagniana sphagnorum Walker, 1869
- Sphagniana ussuriana Uvarov, 1926